# Francesco Gori Gandellini
Francesco Gori Gandellini (Siena, 1738 – Siena, 3 settembre 1784) è stato un critico d'arte italiano.

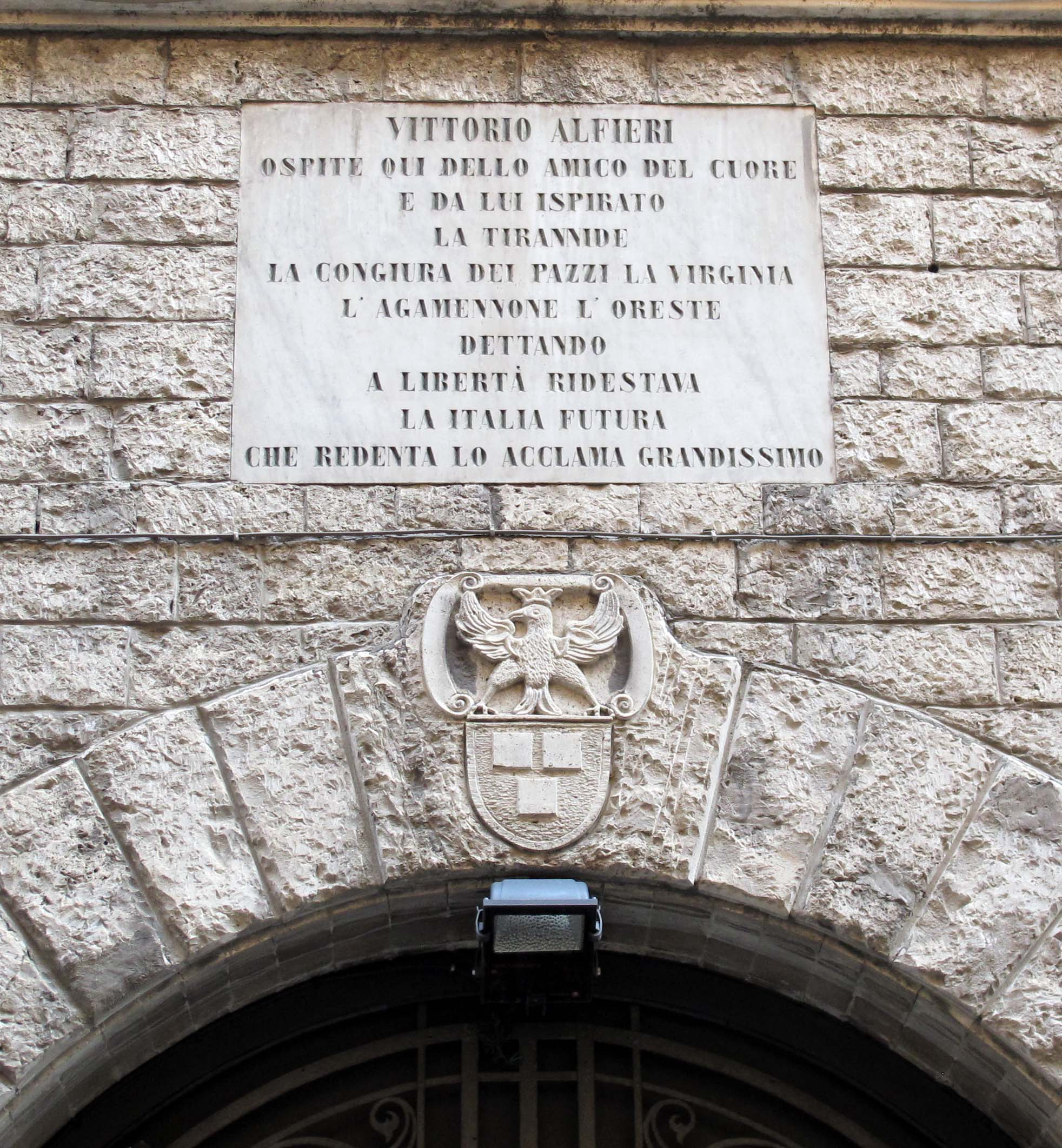
Targa commemorativa a Siena

Figlio di Giovanni Gori, setaiolo, e di Maria Vittoria Gandellini, abitò nel palazzo di famiglia di Siena, in Via di Pantaneto.
Morì di febbre infiammatoria quasi contemporaneamente al fratello minore Pietro, di professione incisore. Ebbe anche una sorella, Marianna coniugata Franchi. 
Vittorio Alfieri conobbe Francesco nel 1777 e fu da questi esortato alla lettura di Machiavelli, tanto che l'Astigiano dedicò al Gori La Congiura de' Pazzi e lo rese un personaggio del dialogo La virtù sconosciuta.

## Opere
- Saggio d'istoria pittorica sanese sopra la vita di Mecarino e le pitture da lui eseguite nella Sala del Concistoro di Siena